# Classe Peresvet
A Classe Peresvet  foi uma classe de couraçados pré-dreadnought operada pela Marinha Imperial Russa, composta pelo Peresvet, Oslyabya e Pobeda. Suas construções começaram em 1895 e 1899 no Estaleiro do Báltico e no Novo Estaleiro do Almirantado, sendo lançados ao mar em 1898 e 1900 e comissionados na frota russa entre 1901 e 1903. A classe foi projetada para apoiar os cruzadores blindados russos em possíveis ataques a navios mercantes em tempos de guerra, tendo sido encomendados em resposta aos couraçados de segunda linha britânicos da Classe Centurion. Seu projeto foi direcionado para velocidade e autonomia em detrimento de blindagem e armamento.
Os três couraçados da Classe Peresvet eram armados com uma bateria principal composta por quatro canhões de 254 milímetros montados em duas torres de artilharia duplas. Tinham um comprimento de fora a fora de 132 metros, boca de 21 metros, calado de oito metros e um deslocamento de mais de catorze mil toneladas e meia. Seus sistemas de propulsão eram compostos por trinta caldeiras a carvão que alimentavam três motores de tripla-expansão, que por sua vez giravam três hélices até uma velocidade máxima de dezoito nós (33 quilômetros por hora). Os navios também tinham um cinturão principal de blindagem que ficava entre 178 e 229 milímetros de espessura.
O Peresvet e o Pobeda estavam em Porto Artur quando a Guerra Russo-Japonesa começou em 1904, participando da Batalha de Porto Artur e da Batalha do Mar Amarelo, sendo afundados durante o Cerco de Porto Artur. O Oslyabya seguiu para o Sudeste Asiático junto com a 2ª Esquadra do Pacífico e foi afundado na Batalha de Tsushima em 1905. O Peresvet e o Pobeda foram recuperados pelos japoneses e comissionados na Marinha Imperial Japonesa como Sagami e Suwo, participando do Cerco de Tsingtao na Primeira Guerra Mundial. O Peresvet foi comprado de volta pela Rússia em 1916 e afundou após bater em uma mina naval. Já o Suwo foi desmontado entre 1922 e 1923.

## Desenvolvimento
A Rússia compreendeu após sua derrota na Guerra da Crimeia de 1854–55 que nunca seria capaz de construir mais navios do que Reino Unido e França, mas mesmo assim precisava de uma estratégia marítima que poderia defender o país, dar à frota um papel útil em tempos de paz e atuar como dissuasão. Foi decidido que uma estratégia de guerra corsária era o único modo eficaz de enfrentar britânicos e franceses caso uma guerra começasse, assim os russos construíram uma série de cruzadores blindados rápidos e de grande autonomia a fim de implementar essa estratégia. Os britânicos responderam construindo os couraçados de segunda linha da Classe Centurion para derrotar os cruzadores russos, enquanto a Rússia desenvolveu a Classe Peresvet com o objetivo de dar apoio aos seus cruzadores. Isto enfatizou uma velocidade elevada e autonomia em detrimento de armamento pesado e blindagem.
Várias mudanças no projeto foram feitas enquanto os couraçados ainda estavam em construção, algo comum de ocorrer em navios russos da época. A revisão mais importante foi no seu armamento secundário, que seria de oito canhões de 152 milímetros e cinco de 119 milímetros, mas depois foi alterado para onze armas de 152 milímetros mais canhões menores. Apenas duas embarcações foram inicialmente planejadas, mas uma terceira foi encomendada com o objetivo de manter o Estaleiro do Báltico ocupado até que um novo projeto pudesse ser preparado. Apesar disso, este terceiro couraçado foi finalizado antes do segundo, mesmo suas obras tendo começado três anos depois.

## Projeto

### Características

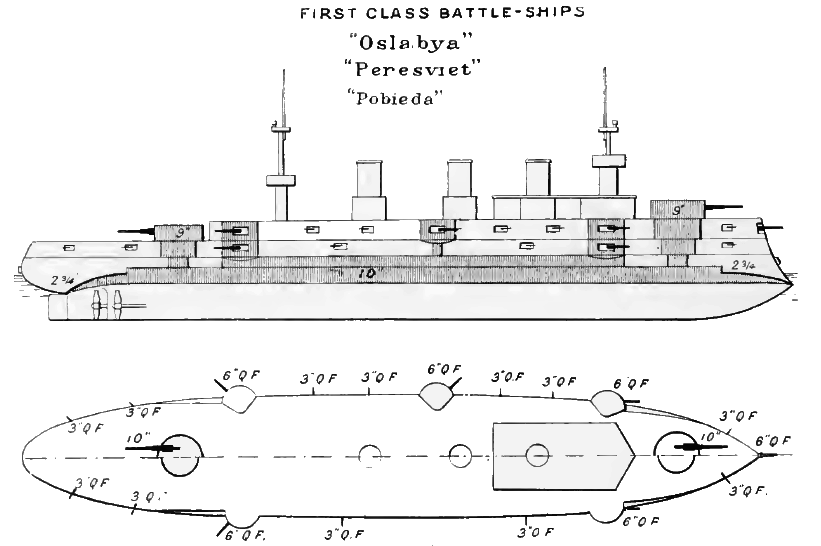
Desenho da Classe Peresvet

Os navios da Classe Peresvet tinham 132,4 metros de comprimento de fora a fora, uma boca de 21,8 metros e um calado de oito metros. Seu deslocamento projetado era de 12 877 toneladas, porém foram finalizados com um sobrepeso de aproximadamente quinhentas a 1,7 mil toneladas, com seus deslocamentos ficando entre 13 534 e 14 639 toneladas. Os cascos dos dois primeiros navios foram revestidos de madeira e cobre com o objetivo de reduzir bioincrustações, porém isto foi eliminado no Pobeda para reduzir peso. As embarcações tinham um fundo duplo parcial e seus cascos eram subdivididos em dez anteparas transversais estanques. Uma antepara na linha central dividia as salas de máquinas de vante. As tripulações eram formadas por 27 oficiais e 744 marinheiros.
Os sistemas de propulsão consistiam em três motores a vapor verticais de tripla-expansão, cada um girando uma hélice, usando o vapor gerado por trinta caldeiras Belleville. Os motores tinham uma potência indicada de 14,7 mil cavalos-vapor (10,8 mil quilowatts), sendo projetados para uma velocidade máxima de dezoito nós (33 quilômetros por hora). Os três couraçados excederam levemente suas especificações durante seus testes marítimos, alcançando velocidades de 18,3 a 18,5 nós (33,9 a 34,3 quilômetros por hora) a partir de 14 738 a 15 779 cavalos-vapor (10 837 a 11 617 quilowatts). Seus equipamentos elétricos tinham quatro dínamos a vapor para uma capacidade total de 555 quilowatts.

### Armamento
A bateria principal da Classe Peresvet consistia em quatro canhões Padrão 1891 calibre 45 de 254 milímetros montados em duas torres de artilharia duplas movidas eletricamente, uma localizada à vante e outra à ré da superestrutura. Estas armas tiveram grandes problemas de desenvolvimento pois se mostraram muito fracas para aguentarem a detonação de uma carga completa de propelente, assim precisaram ser retrabalhadas para usarem uma carga reduzida. Os canhões do Peresvet e Oslyabya eram do modelo original e tinham uma elevação máxima de 35 graus, enquanto aquelas do Pobeda foram reforçadas e só elevavam até 25 graus. Os canhões foram projetados para uma cadência de tiro de um disparo a cada quarenta segundos, mas em serviço a cadência acabou sendo metade disso. Cada arma tinha um carregamento de 75 projéteis. Os canhões mais antigos disparavam projéteis de 225,2 quilogramas a uma velocidade de saída de 692 metros por segundo, já as armas mais novas do Pobeda tinham uma velocidade de saída de 790 metros por segundo. O alcance a uma elevação de seis graus era de oito quilômetros. O armamento secundário era formada por onze canhões Canet Modelo 1891 calibre 45 de 152 milímetros, dez montados em casamatas nas laterais do casco e uma abaixo do castelo de proa. Cada arma tinha 220 projéteis. Disparavam projéteis de 41,4 quilogramas com uma velocidade de saída de 792,5 metros por segundo. Tinham um alcance de aproximadamente 11,5 quilômetros a uma elevação de vinte graus.
Os três navios foram equipados com menores para defesa a curta-distância contra barcos torpedeiros. Haviam vinte canhões Canet Modelo 1891 de 75 milímetros, oito montadas em embrasuras no casco, quatro no convés principal, quatro no convés superior e as quatro últimas nos cantos da superestrutura no convés do castelo de proa. Cada arma tinha à disposição trezentos projéteis. Elas disparavam projéteis de 4,91 quilogramas a uma velocidade de saída de 862 metros por segundo, tendo um alcance de aproximadamente 7,9 quilômetros a uma elevação de vinte graus. Também haviam vinte canhões Hotchkiss de 47 milímetros distribuídos em embrasuras no casco e na superestrutura. Cada arma tinha uma carregamento de 810 projéteis, com estes pesando 1,5 quilograma. Oito canhões Hotchkiss de 37 milímetros ficavam posicionados entre as armas de 47 milímetros do convés do castelo de proa. Disparavam projéteis de quinhentas gramas a uma velocidade de saída de 470 metros por segundo. Por fim, os três couraçados eram equipados com cinco tubos de torpedo de 381 milímetros, três dos quais ficavam acima da linha de flutuação, um na proa e dois nas laterais, com outros dois tubos submersos nas laterais. Os navios levavam uma carregamento de doze torpedos. Também carregavam 45 minas navais para proteger ancoradouros em áreas remotas.
As embarcações da Classe Peresvet eram equipadas com telêmetros estadiamétricos Liuzhol que usavam o ângulo entre dois pontos verticais em um navio inimigo, geralmente a linha de flutuação e o cesto de gávea, para estimar a distância. O oficial de artilharia consultava suas referências para determinar a distância e calculava a elevação e desvio adequados para se acertar o alvo. Ele transmitia seus dados para cada canhão ao torre por meio de sistema de transmissão de controle de disparo eletromecânico Geisler. O Oslyabya também foi equipado com miras telescópicas Perepelkin para seus canhões, porém sua tripulação nunca chegou a ser treinada para usá-las.

### Blindagem
O Peresvet e o Oslyabya usaram blindagem Harvey para a maioria de suas superfície verticais blindadas exceto para as torres de artilharia e seus tubos de apoio, que eram feitos de blindagem Krupp. Entretanto, o Pobeda usou blindagem Krupp para toda a sua proteção vertical. A espessura máxima do cinturão principal de blindagem na linha de flutuação na área das salas de máquinas era de 229 milímetros, reduzindo-se para 178 milímetros na região em que protegia os depósitos de munição. Ele diminuía na extremidade inferior para 127 milímetros na área das salas de máquinas e 102 milímetros nos depósitos de munição. O cinturão cobria ao todo 95,1 metros do comprimento dos navios e tinha 2,4 metros de altura, dos quais 91,4 centímetros deveriam ficar acima da linha de flutuação, porém os navios eram muito mais pesados do que o planejado. O cinturão do Peresvet ficava a apenas 35,6 centímetros acima da linha de flutuação em deslocamento normal, ficando totalmente submerso quando em deslocamento carregado. O Oslyabya era ainda mais pesado e apenas 7,6 centímetros de seu cinturão ficavam acima da linha de flutuação em deslocamento normal. O cinturão destes dois navios terminava em anteparas transversais de 178 milímetros de espessura, deixando as extremidades desprotegidas. Estas anteparas foram eliminadas no Pobeda porque o cinturão foi ampliado até as extremidades com placas de 102 milímetros. Os três tinham uma pequena camada de blindagem acima da linha de flutuação que protegia a parte central, tendo 57,3 metros de comprimento e 102 milímetros de espessura. As extremidades do cinturão superior terminavam em anteparas transversais anguladas de 102 milímetros.
As laterais das torres de artilharia tinham 229 milímetros de espessura com tetos de 64 milímetros, enquanto seus tubos de suporte tinham 203 milímetros. A frente das casamatas da bateria secundária tinham 127 milímetros, enquanto as traseiras eram protegidas por 51 milímetros. As casamatas em cada extremidade dos navios tinham uma antepara transversal de 127 milímetros. Anteparas de dezenove milímetros separavam as posições dos canhões de 75 milímetros. O Peresvet tinha duas torres de comando, cada uma com laterais de 152 milímetros, porém os outros dois couraçados tinham apenas a torre de vante com laterais de 229 milímetros. Um tubo de comunicação de 76 milímetros conectava as torres de comando ao convés blindado. A parte reta do convés na cidadela blindada tinha placas de 37 milímetros sobre placas estruturais normais de dezenove milímetros, inclinando-se para se encontrar com a parte superior do cinturão principal com uma espessura de 64 milímetros. O convés blindado fora da cidadela tinha placas de 57 milímetros sobre placas de 25 milímetros. A blindagem do convés no Peresvet e Oslyabya era feita de aço macio, enquanto no Pobeda era de uma liga de aço cromo-níquel.

## Navios
| Navio    | Construtor                    | Homônimo           | Batimento               | Lançamento            | Comissionamento | Destino                          |
| -------- | ----------------------------- | ------------------ | ----------------------- | --------------------- | --------------- | -------------------------------- |
| Peresvet | Estaleiro do Báltico          | Alexander Peresvet | 21 de novembro de 1895  | 19 de maio de 1898    | 1901            | Afundado em 4 de janeiro de 1917 |
| Oslyabya | Novo Estaleiro do Almirantado | Rodion Oslyabya    | 21 de novembro de 1895  | 8 de dezembro de 1898 | 1903            | Afundado em 27 de maio de 1905   |
| Pobeda   | Estaleiro do Báltico          | "Vitória"          | 21 de fevereiro de 1899 | 10 de maio de 1900    | 1902            | Desmontado em 1922–23            |

## História

### Serviço russo

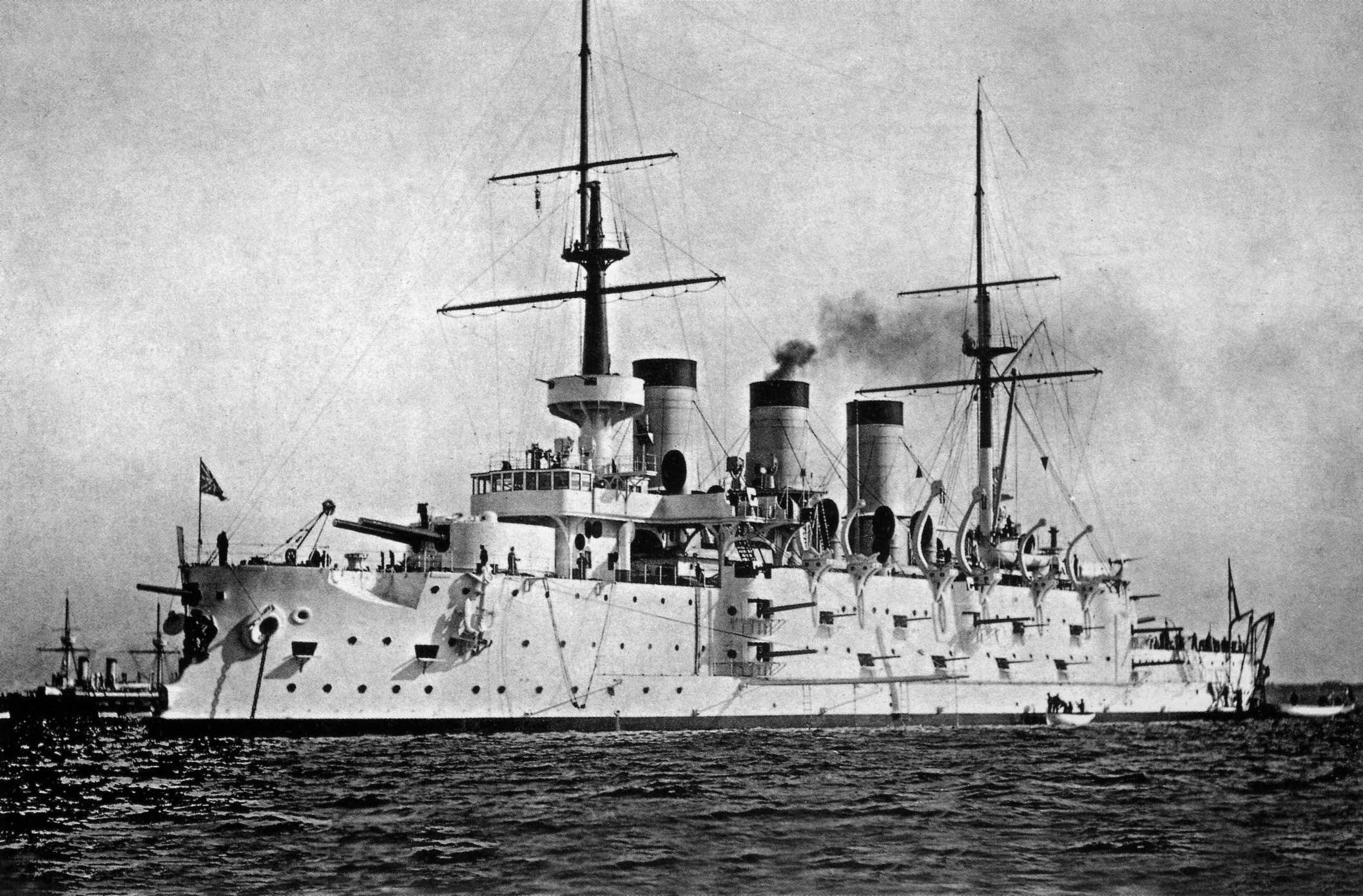
O Pobeda em 1901

O Peresvet e o Pobeda foram enviados para Porto Artur no Extremo Oriente quase imediatamente depois de entrarem em serviço. O primeiro tornou-se ao chegar a capitânia do contra-almirante príncipe Pavel Ukhtomski, o segundo em comando da Esquadra do Pacífico. A Guerra Russo-Japonesa começou em fevereiro de 1904 com a Batalha de Porto Artur, em que o Pobeda foi atingido uma vez à meia-nau, sofrendo poucos danos mas tendo dois tripulantes mortos e quatro feridos. O Pobeda bateu em uma mina durante uma surtida em 13 de abril e ficou sob reparos por quase dois meses. Os dois couraçados tiveram algumas de suas armas secundárias e anti-barcos torpedeiros removidas com o objetivo de fortalecer as defesas do porto. Ambos participaram da Batalha do Mar Amarelo em 10 de agosto, em que o Pobeda foi levemente danificado depois de ser acertado por onze projéteis de 305 milímetros, porém o Peresvet foi atingido 39 vezes e sofreu inundações consideráveis. Mais canhões foram desembarcados depois deles retornarem para o porto, mas o Exército Imperial Japonês capturou em novembro morros com vistas para o porto, permitindo que disparassem canhões de cerco diretamente contra os navios russos. O Peresvet e o Pobeda foram atingidos várias vezes, com o segundo sendo afundado em 7 de dezembro a partir dos danos acumulados. O Peresvet foi deliberadamente afundado em água rasa no mesmo dia.

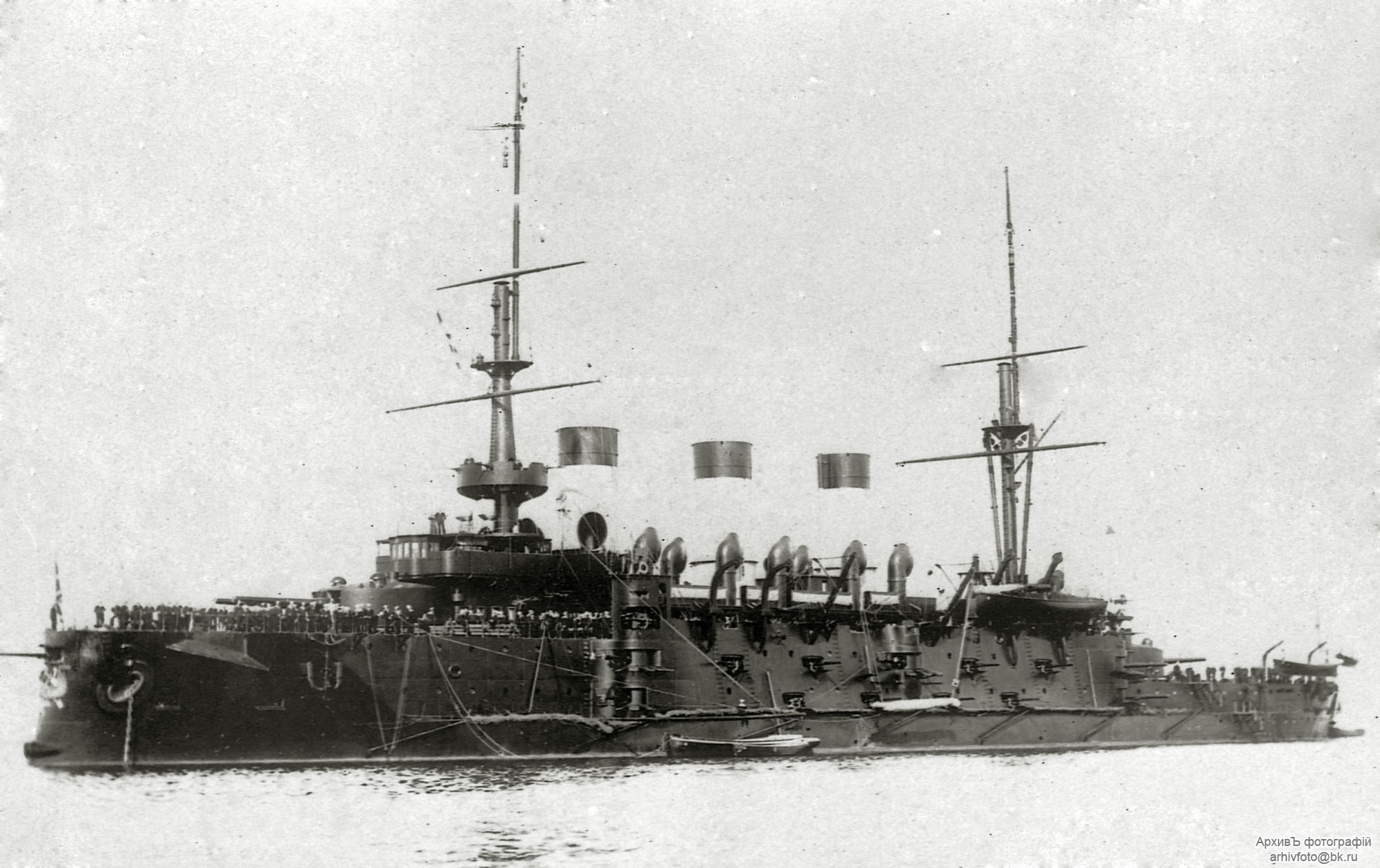
O Oslyabya em outubro de 1904

O Oslyabya estava à caminho de Porto Artur quando a Guerra Russo-Japonesa começou em fevereiro de 1904. Ele voltou para casa e foi designado para integrar a 2ª Esquadra do Pacífico, que tinha a intenção de aliviar as forças cercadas em Porto Artur. O couraçado foi a capitânia do vice-almirante barão Dmitri von Fölkersahm, o segundo em comando da esquadra, que morreu apenas dois dias antes das embarcações participarem da Batalha de Tsushima em maio de 1905. O Oslyabya liderou a 2ª Divisão da esquadra durante a batalha e foi o alvo de vários navios japoneses durante a primeira fase do confronto. Muitos dos acertos inimigos ocorreram na área da linha de flutuação e causaram grandes inundações. Os esforços para combater o adernamento acabaram com sua flutuabilidade restante e ele afundou apenas uma hora depois do início da batalha, tornando-se o primeiro couraçado moderno a ser afundado apenas por artilharia. As fontes discordam sobre o número exato de mortes: os historiadores Stephen McLaughlin e Robert Forczyk afirmaram que 471 marinheiros morreram, porém N. J. M. Campbell disse que houve 514 mortos e 385 sobreviventes.

### Serviço japonês

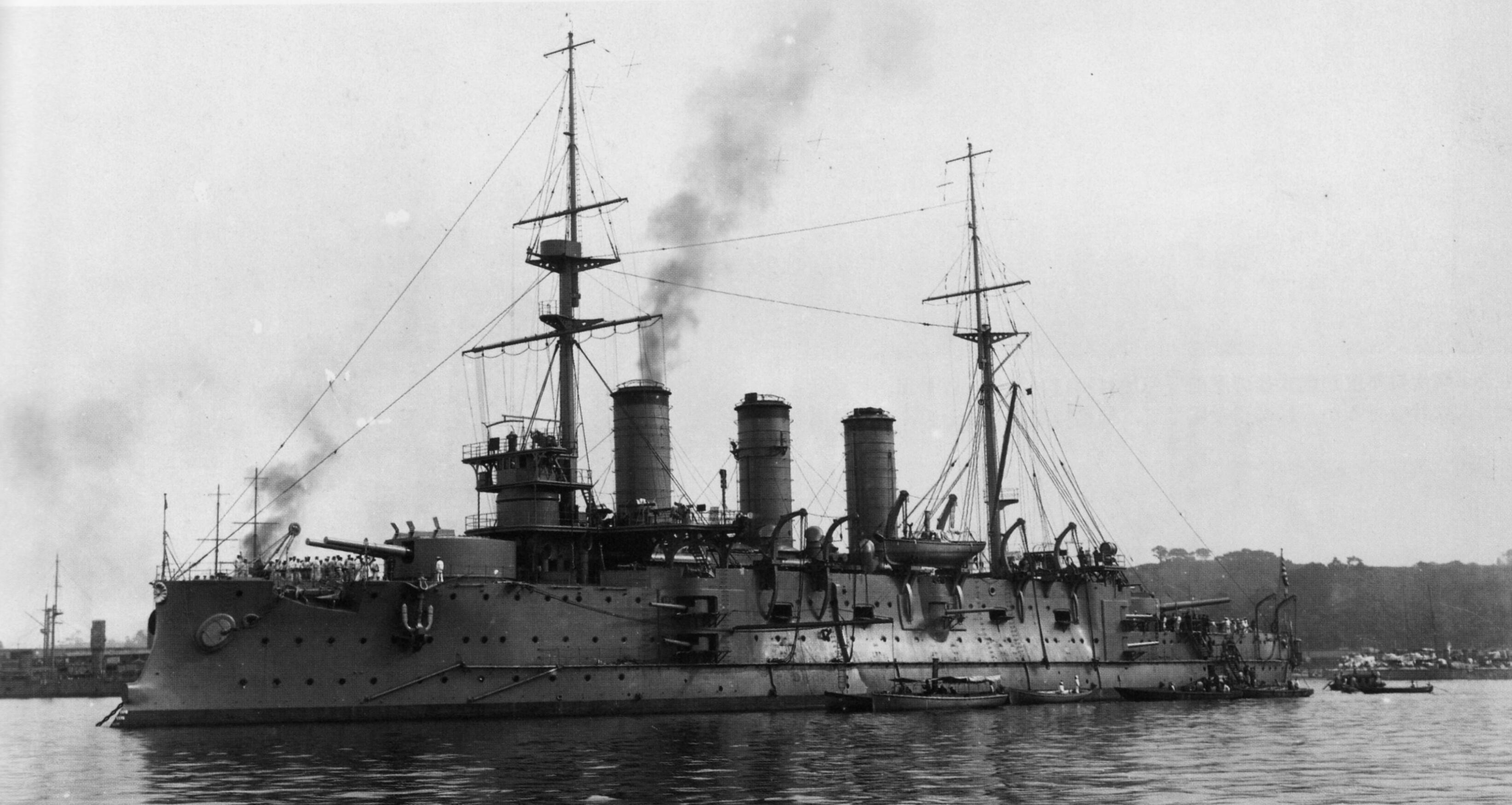
O Suwo em outubro de 1908

Os japoneses reflutuaram, repararam e rearmaram o Peresvet e Pobeda, incorporando-os à Marinha Imperial Japonesa com os nomes de Sagami e Suwo. Ambos foram reclassificados como navios de defesa de costa de primeira linha. O Sagami foi vendido de volta para a Rússia em meados de março de 1916 depois do início da Primeira Guerra Mundial, chegando em Vladivostok em 3 de abril e sendo renomeado de volta para seu nome original de Peresvet. A Marinha Imperial Russa planejava colocá-lo na Flotilha do Ártico, porém a embarcação bateu em duas minas próximo de Porto Said no Egito em 4 de janeiro de 1917. As minas tinham sido colocadas pelo submarino alemão SM U-73, com o Peresvet pegando fogo e afundando levando consigo 167 mortos.
O Suwo atuou como capitânia da esquadra japonesa durante o Cerco de Tsingtao entre 27 de agosto e 7 de novembro de 1914. Em seguida foi a capitânia da 2ª Esquadra da 2ª Frota de 1915 a 1916, depois transformado em um navio-escola de artilharia pelo restante da guerra. Foi desarmado no Arsenal Naval de Kure em abril de 1922 de acordo com o Tratado Naval de Washington. O Suwo emborcou em 13 de julho enquanto sua blindagem era removida. A embarcação foi provavelmente desmontada entre 1922 e 1923, porém uma única fonte sugere que foi reflutuado e sobreviveu até 1946.